# Kvillinge distrikt
Kvillinge distrikt är ett distrikt i Norrköpings kommun och Östergötlands län. 
Distriktet ligger norr om Norrköping. 

## Tidigare administrativ tillhörighet
Distriktet inrättades 2016 och utgör socknen Kvillinge i Norrköpings kommun.
Området motsvarar den omfattning Kvillinge församling hade vid årsskiftet 1999/2000.